# تورج رحیم‌زاده
تورج رحیم‌زاده کارگردان و تهیه‌کننده اهل ایران است.

## زندگی‌نامه
رحیم‌زاده کار در توزیع تولیدات «استودیو پارس فیلم» و تدارکات محصولات آن استودیو فعالیت داشت و در راه گسترش فعالیتش «رودکی فیلم» را تأسیس کرد اما همچنان به فعالیت در «پارس فیلم» ادامه داد.

## فیلمشناسی
- با هم ولی تنها (کارگردان ۱۳۵۵)
- دنیا مال منه (تهیه‌کننده ۱۳۵۵)